# Holbrook (Suffolk)
Holbrook ist ein Dorf und eine Verwaltungseinheit im District Babergh in der englischen Grafschaft Suffolk. Holbrook ist rund neun Kilometer von Ipswich entfernt. Im Jahr 2022 hatte es eine Bevölkerung von 2146 Einwohnern. Holbrook wurde 1086 im Domesday Book als Holebroc erwähnt.